# Hórreo Casa Masamiguel (Garralda)

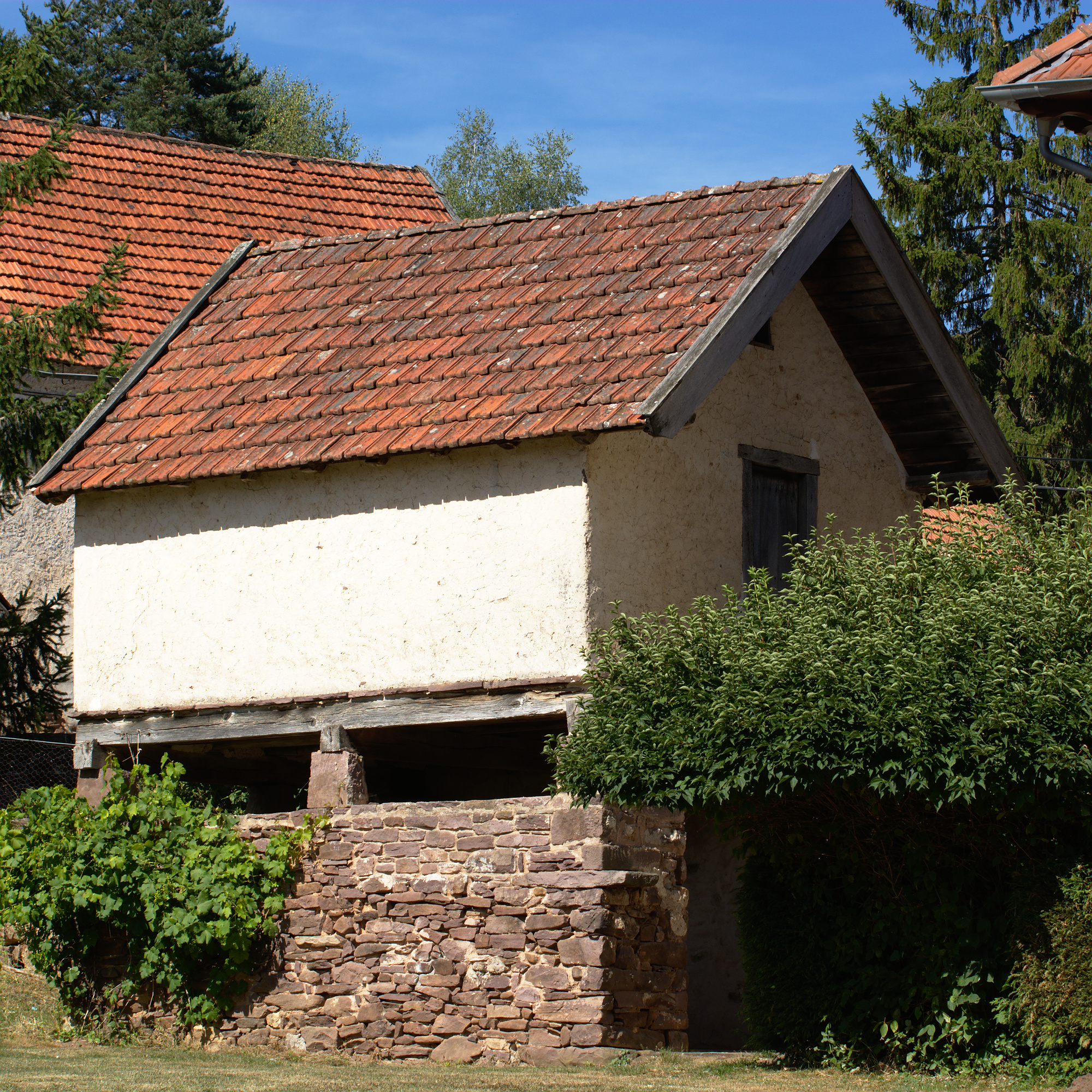
Hórreo Casa Masamiguel in Garralda

Der Hórreo Casa Masamiguel in Garralda, einer spanischen Gemeinde in der Autonomen Gemeinschaft Navarra, wurde vermutlich im 19. Jahrhundert errichtet. Der Hórreo ist seit 1993 ein geschütztes Kulturdenkmal (Bien de Interés Cultural).
Der Hórreo aus verputztem Bruchsteinmauerwerk ist ein schlichter Bau mit Satteldach, der mit Ziegeln gedeckt ist.